# 阿烏蘇狂歡節

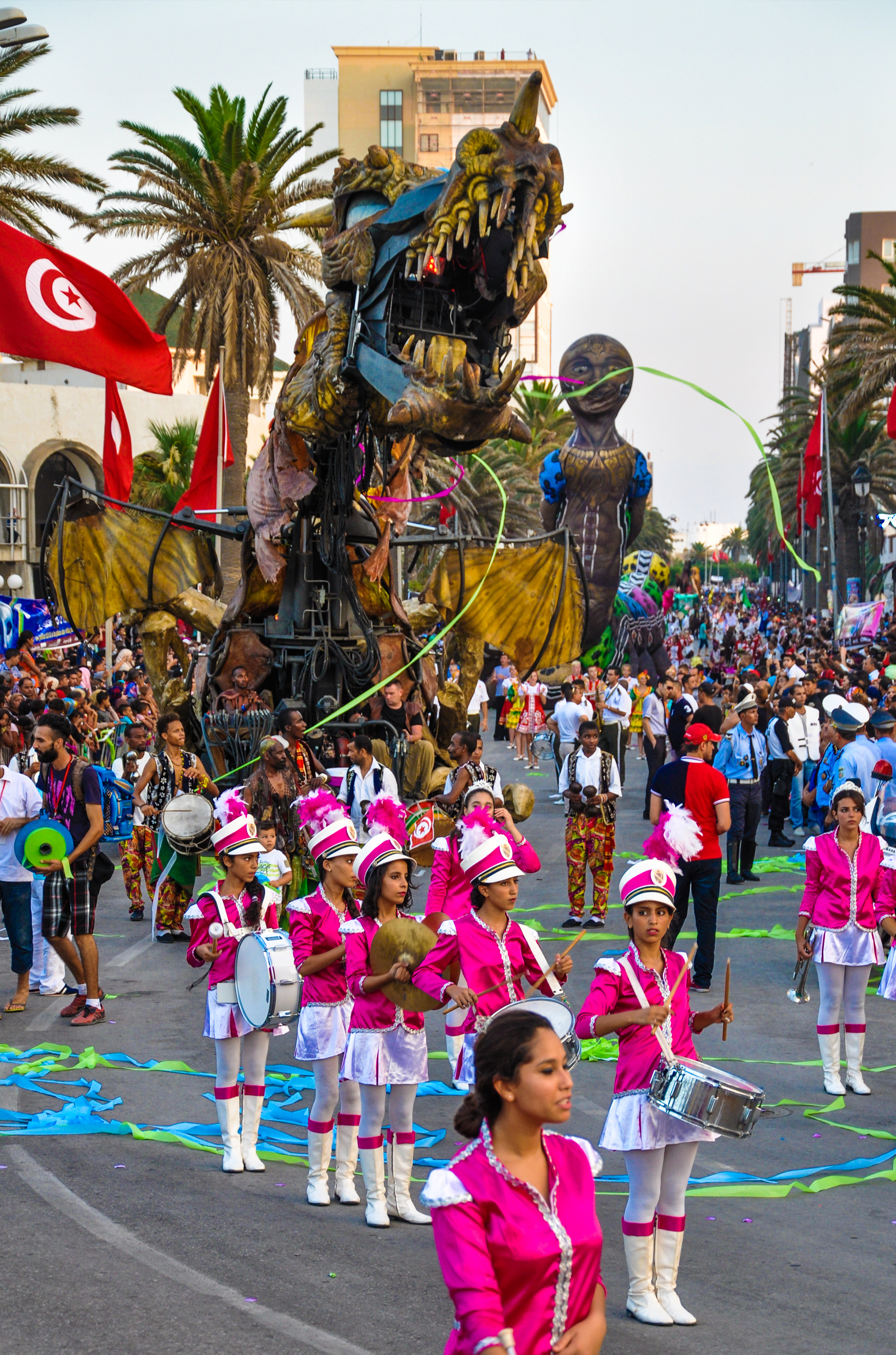
2016年7月24日阿烏蘇狂歡節大遊行

阿烏蘇狂歡節（法語：Carnaval d'Aoussou）是每年7月24日在突尼西亞蘇塞舉行的節慶文化活動。
這是來自突尼西亞和其他地方的象徵戰車、開場小號和民間團體的遊行，在Boujaafar海灘附近舉行，時間是阿烏蘇（Awussu，指柏柏爾曆中八月的熱浪）開始的前夜。這原本是羅馬阿非利加行省慶祝海神尼普頓的異教節日，甚至可以追溯到腓尼基時代：阿烏蘇的稱謂可能是歐開諾斯的變體。這種崇拜隨著時間的推移而改變，並失去了所有的宗教內涵。到了現代，在茉莉花革命之前，這個節日被用來做政治宣傳。
2014年，阿烏蘇狂歡節由於組織和財務原因而取消，但慶祝活動在2015年恢復。